# 唐百齡
唐百齡（？年—1904年），字壽甫，陝西省岐山縣尚善里唐家窪人，其父廷愷，淸咸豐辛酉科舉人，曾任山西岳陽縣知縣。百齡光緒二十三年丁酉科拔貢，光緒二十八年壬寅補行庚子辛丑恩正併科舉人，由拔貢生中式光緒三十年甲辰恩科會試第257名貢士，未及殿試，因病篤西歸至中牟縣死。墓在唐家窪西。君天姿聰頴，讀書數行俱下，兼以積苦力學，精勤無間，以故爲文警闢動人，書法勁而秀，鄉先達多以翰苑材見許，奈年命不永，未得蜚聲詞林惜哉。
其繼妻唐王氏，夫病歿中牟，其一慟幾絕水漿，不入口者三日，自是淸貧自守，不越閨門，除淸明拜掃外，從未嘗一見其外出。

## 待查找資料
薛成兑為其撰寫的墓誌銘